# در هزار
در هزار یا هزارم با نماد ‰ (به انگلیسی: per mil،per mille یا per mill) که گاهی هم به صورت  permil یا permille نوشته می‌شود یک عبارت لاتین است و به معنی «در هر هزارتا» می‌باشد. این عبارت که برابر با یک دهم درصد است نمادی شبیه به ٪ دارد با این تفاوت که یک صفر اضافه در پشت آن قرار می‌گیرد.
این عبارت در انگلیسی بسیار کم کاربرد است و چون میان واژه نامه‌های انگلیسی نوشتار یکسانی برای آن وجود ندارد حتی در میان یک گونه از انگلیسی، برای همین این عبارت در واژه نامه‌ها حتی در میان متغیرها هم نامی از آن نیامده‌است. (در واژه نامه‌هایی مانند چمبر، لانگمن و مکمیلن چنین است.) البته در زبان‌های دیگر به جز انگلیسی این عبارت کاربرد بیشتری دارد، برای نمونه برای بیان میزان الکل موجود در خون، از آن استفاده می‌شود. ولی در کشورهای انگلیسی زبان این مقدار با درصد تعیین می‌شود.
یک «در هزار» یا «هزارم» برابر است با:
۱‰ = ۱۰−۳= ۱⁄۱۰۰۰ = ۰٫۰۰۱ = ۰٫۱%
۱٪ = ۱۰‰

## نمونه‌های کاربرد

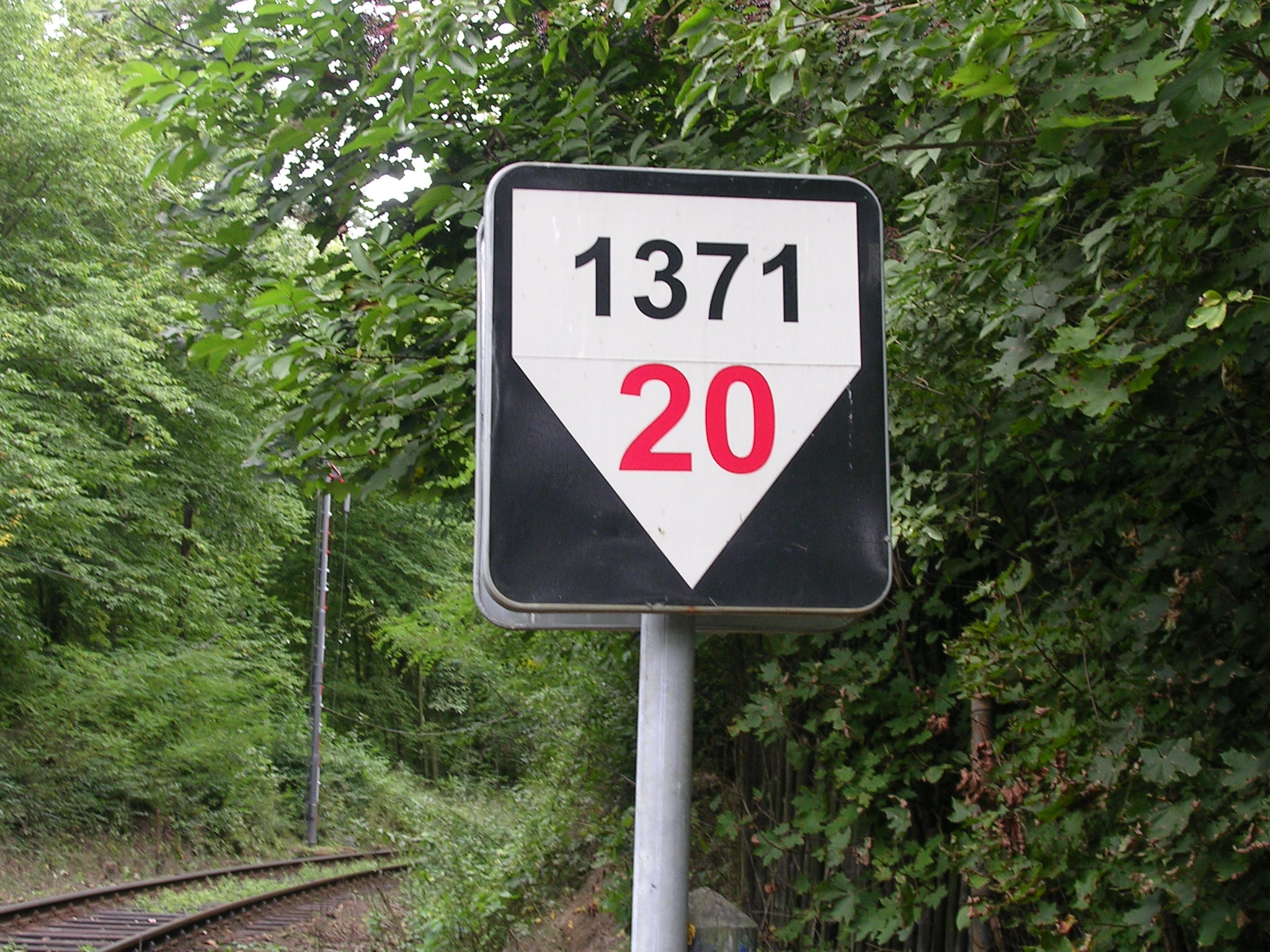
یک تابلوی مسافت تا راه آهن در جمهوری چک، در این تابلو شیب زمین به صورت ۲۰‰ نمایش داده شده که برابر با ۲٪ است.

نمونه‌های کاربرد این علامت، عبارتند از:
- بازه قانونی و مجاز الکل در خون در هنگام رانندگی که در برخی کشورها میان ۰٫۵‰ تا ۰٫۲‰ است.
- شوری آب دریا. مانند: «آب دریاها به صورت متوسط ۳۵‰ نمک دارند.»
- شیب زمین در تونل‌ها و راه‌های آهن (برخی کشورها)
- نرخ مرگ‌ومیر و نرخ تولد
- در توصیف ایزوتوپ پایدار. مانند: «δ۱۳C در ۳٫۵‰ اندازه گیری شد.»